# Valdealgorfa (kommunhuvudort)
Valdealgorfa är en kommunhuvudort i Spanien.   Den ligger i provinsen Provincia de Teruel och regionen Aragonien, i den östra delen av landet, 300 km öster om huvudstaden Madrid. Valdealgorfa ligger 510 meter över havet och antalet invånare är 731.
Terrängen runt Valdealgorfa är platt åt sydost, men åt nordväst är den kuperad. Runt Valdealgorfa är det glesbefolkat, med 10 invånare per kvadratkilometer. Närmaste större samhälle är Alcañiz, 10,6 km nordväst om Valdealgorfa. Omgivningarna runt Valdealgorfa är i huvudsak ett öppet busklandskap.